# ラジャマンガラ工科大学タンヤブリ校
ラジャマンガラ工科大学タンヤブリ校（ラジャマンガラこうかだいがくタンヤブリこう Rajamangala University of Technology Thanyaburi、略称RMUTT）は、タイのパトゥムターニー県タンヤブリ地区にある公立大学である。別名ラチャモンコン工科大学タンヤブリ校。ラジャマンガラ工科大学(RMUT)システム傘下で、タンヤブリ校はRMUTの旗艦校であり、最初に設立された最も古い大学である。
ラジャマンガラ工科大学(RMUT)システムは、タイ国内にそれぞれ独立運営される9つのメンバー校（タンヤブリ校、スワンナプーム校、クルンテープ校、ラタナコシン校、プラナコン校、ランナー校、イサン校、サコン校、スリビジャヤ校）を有する国立総合大学群である。メインキャンパスはラジャマンガラ工科大学タンヤブリ校(RMUTT)で、首都バンコクから北約40キロに位置している。

## 歴史
1975年のタイ教育省管轄部門であった技術・職業教育大学 (ITVE: Institute of Technology and Vocational Education) を前身とし、1988年にタイ国王陛下が「王室の寵愛の工科大学」を意味する誇り高い「ラジャマンガラ工科大学」の名前を授与し、タンヤブリ地区に、ラジャマンガラ工科大学(RIT: Rajamangala Institute of Technology)が設立された。その後、タイ全国に9つのキャンパスを有する規模になり、2005年にラジャマンガラ工科大学システム(RMUT: Rajamangala University of Technology)へ組織変更し、タンヤブリキャンパスは、ラジャマンガラ工科大学タンヤブリ校(RMUTT) として、そのRMUT大学システム傘下で、運営を開始した。

## 学部
- 建築学部
- 農業技術学部
- 工学部
- 理工学部
- 美術・応用芸術学部
- 家政・技術学部
- 看護学部
- 経営学部
- 技術教育学部
- 教養学部
- マスコミュニケーション・テクノロジー学部
- タイ伝統医学カレッジ

RMUTTには、11の学部と1 つのカレッジがあり、学士号・修士号・博士号プログラムを提供している。学生数は約25,000人程度であり、社会に貢献する「実践的な卒業生」を輩出する教育機関として高く評価されている。

## 日本の学生交流協定校
- 京都大学
- 大阪大学
- 名古屋大学
- 九州大学
- 北海道大学
- 千葉大学
- 山形大学
- 京都工芸繊維大学
- 長岡技術科学大学
- 大阪公立大学
- 大阪工業大学
- 高知工科大学
- 近畿大学
- 名城大学
- 北海道情報大学